# Boven Suriname
Boven Suriname o en español Alto Surinam es uno de los seis ressort en los que se divide el distrito surinamés de Sipaliwini. El complejo toma su nombre del río Surinam.
El ressort limita al noreste con el distrito de Brokopondo, al este y al sur con Tapanahoni, al suroccidente con Coeroeni, al occidente con Boven Saramacca.